# Gete
The Gete (izgovor: [ˈɣeːtə]; francuski: Gette) je rijeka u Belgiji koja teče od juga prema sjeveru. Lijeva je pritoka Demera.
Gete nastaje spajanjem rijeka Grote Gete („Veliki Gete”) i Kleine Gete („Mali Gete”) u blizini Budingena. Od Budingena rijeka se nastavlja teći 12 km do grada Halena, gdje se ulijeva u Demer. Rijeka je bila povijesna granica između princa-biskupije Liège i vojvodstva Brabanta.
Izvor Grote Gete nalazi se u selu Perwez. Dužina rijeke do Budingena je 51 km. Rijeka teče kroz Jodoigne, Hoegaarden i Tienen.
Izvor Kleine Gete je u selu Ramillies. Protječe kroz Orp-Jauche, Hélécine i Zoutleeuw.

## Vanjske poveznice
|  | Zajednički poslužitelj ima još gradiva o temi Gete |